# Eirik Labonne
Eirik Labonne, né le 3 octobre 1888, à Paris et mort le 12 novembre 1971 à Saint-Cloud (Hauts-de-Seine), est un diplomate et administrateur colonial français en activité des années 1910 aux années 1940.

## Biographie

### Famille
Eirik Pierre Labonne est le fils de Henry Labonne (1853-1944), médecin et naturaliste qui a mené deux expéditions en Islande et aux îles Féroé (1886-1887), et de Henriette Jussiaume (née vers 1856), son épouse. 
Son prénom officiel (inscrit sur l'acte de naissance), Eirik, est issu de Eiríkr/ÆiríkR, forme en vieux norrois (langue dont l'islandais est proche) du prénom suédois Erik dont vient le prénom français Éric. 
Il a un frère aîné, Roger-Henri (1881-1966), officier sorti de Saint-Cyr, colonel en 1933, est commandant dans la LVF pendant la Seconde Guerre mondiale et condamné à la prison à vie en 1946. 
En 1931, il épouse Noelle Marie-Louise Charrier  (décédée le 6 octobre 1988), cousine de Paul Morand, diplomate et écrivain, qui parle de lui dans son Journal inutile en 1971 et signale qu'il a eu la prescience de l'existence des gisements de pétrole de Colomb-Bechar en Algérie.

### Carrière
Entré dans la carrière diplomatique en 1913, Eirik Labonne a notamment assumé les fonctions :
- de secrétaire général du protectorat français au Maroc de 1928 à 1932[7], durant les résidences générales de Théodore Steeg jusqu'en janvier 1929, puis de Lucien Saint ;
- d'ambassadeur auprès de la République espagnole, à Barcelone[8], pendant la guerre d'Espagne, d'octobre 1937 à novembre 1938[9] ;
- de résident général en Tunisie de novembre 1938 à juin 1940[10] ;
- d'ambassadeur en URSS, à Moscou du 12 juin 1940[11] à avril 1941[12] ;
- de résident général au Maroc du 2 mars 1946 au 14 mai 1947[13] ; il est  rappelé après le discours de Tanger prononcé le 10 avril par le futur roi Mohammed V ;
- de président de la commission d'étude et d'organisation de l'Union française[14],[15].

## Décoration
- Commandeur de la Légion d'honneur (1938) ; officier du 28 juillet 1933[16]
- Commandeur de l'ordre du Mérite saharien, de droit en tant que membre du conseil de l'ordre (1958)[17]

## Ouvrages
- Maroc - Session du Conseil du gouvernement de janvier 1947 : Discours d'ouverture prononcé par M. Eirik Labonne, ambassadeur de France, résident général, Paris, Imprimerie officielle, 1947, 22 p.
- Discours d'ouverture prononcé par Eirik Labonne au Conseil du gouvernement le 23 janvier 1947 à Rabat, Paris, La Documentation française, 1947, 7 p.
- Politique économique de l'Union française, industrialisation et armement : Deux conférences à l'École nationale d'administration, juin 1948, Atelier d'impressions SLN, 1948, 64 p.
- Industrialisation et équipement stratégique : Étude-programme. Deux exposés, Atelier d'impressions SLN, 1949, 74 p.